# José de Bérys
 (mai 2019).
Si vous disposez d'ouvrages ou d'articles de référence ou si vous connaissez des sites web de qualité traitant du thème abordé ici, merci de compléter l'article en donnant les références utiles à sa vérifiabilité et en les liant à la section « Notes et références ».
José de Bérys, pseudonyme de Joseph Bloch, est un écrivain français né à Aix-en-Provence le 13 novembre 1883 et mort à Meudon le 20 mai 1957.

## Biographie
José de Bérys voit le jour à Aix-en-Provence mais il grandit à Lyon, où il commence à publier des poèmes sous les noms de José Colb ou José Bloch.
À vingt ans, il choisit de se rendre à Paris pour y faire carrière. Il collabore à Comœdia, Fantasio, L’Humour, Le Journal, Les Lectures, Le Lyon mondain, Madame est servie, La Nouvelle revue, Paris-Soir, Le Radical, Séduction, La Vie parisienne et d'autres revues. Il fonde, avec Pierre Chaine et Robert de Beauplan, La Revue du temps présent. En 1914, il devient avec Louis Payen, directeur scientifique du Journal d’un parlementaire d'Édouard Millaud (1834-1912). En 1918, il adapte en français le Poème à la France de Rudyard Kipling.
Avant et après la Seconde Guerre mondiale, il occupe le poste de secrétaire général dans plusieurs théâtres, où il monte aussi des revues : théâtre du Grand-Guignol, Bataclan, théâtre des Deux Ânes, Gaieté-Rochechouart à Paris, Casino des fleurs à Vichy. Il écrit parallèlement des romans, des pièces de théâtre et des pièces radiophoniques.
De son mariage avec Méda Palm, il a une fille, Francine Bloch, qui deviendra la quatrième épouse de l'écrivain Émile Danoën. Il est enterré à Meudon, au cimetière des Longs Réages.
La Bibliothèque historique de la ville de Paris conserve un fonds légué par Francine Bloch en 2006, composé de lettres autographes, de manuscrits de ses œuvres, d'articles de presse, de partitions musicales, de livres et de programmes de spectacle, et de papiers de famille concernant notamment le parlementaire Édouard Millaud.